# 1971 dans le catholicisme
Chronologie du catholicisme
- 1967
- 1968
- 1969
- 1970
- 1971
- 1972
- 1973
- 1974
- 1975

Cet article présente les faits marquants de l'année 1971 dans le catholicisme.

## Évènements
- 30 septembre : ouverture du IIe synode des évêques sur le sacerdoce ministériel et la justice dans le monde.
- 17 octobre : béatification de Maximilien Kolbe.

## Naissances
- 16 février : Daniel Nzika, prélat congolais, évêque d'Impfondo
- 12 mai : Éric Bidot, prélat capucin français, évêque de Tulle
- 30 juin : Frank Leo, cardinal canadien, archevêque de Toronto, précédemment évêque titulaire de Tamada (de)
- 20 juillet : Diego Sarrió Cucarella, prélat et missionnaire espagnol, évêque de Laghouat
- 9 octobre : Alexandre Joly, prélat français, évêque de Troyes
- 22 octobre : Georges Vandenbeusch, prêtre français, missionnaire au Cameroun et ex-otage
- 29 octobre : Bienheureuse Chiara Badano, membre du Mouvement des Focolari († 7 octobre 1990)
- 15 septembre : Yves Combeau, prêtre dominicain, historien, philosophe et animateur de télévision français
- 8 décembre : Guillaume de Lisle, prélat français, évêque auxiliaire de Meaux et évêque titulaire de Pisita
- 24 décembre : Simón Bolívar Sánchez Carrión (en), prélat équatorien, diplomate du Saint-Siège et archevêque titulaire de Rosella (de)

## Décès

### Janvier
- 8 janvier : Léon Cristiani, prêtre, historien, théologien et universitaire français (° 4 janvier 1879)
- 20 janvier : Antonio Bacci, cardinal italien de la Curie, archevêque titulaire de Colonia-en-Cappadoce (de) (° 4 septembre 1885)
- 31 janvier : Victor-Jean Perrin, prélat français, évêque d'Arras (° 7 août 1894)

### Février
- 18 février : Jaime de Barros Câmara, cardinal brésilien, archevêque de Rio de Janeiro (° 3 juillet 1894)

### Mars
- 31 mars : Michael Browne, cardinal dominicain et théologien irlandais (° 6 mai 1887)

### Avril
- 22 avril : Stanislas Courbe, prélat français, évêque auxiliaire de Paris et évêque titulaire de Castorie (de) (° 8 septembre 1886)

### Mai
- 16 mai : Grégoire-Pierre XV Agagianian, cardinal arménien de la Curie, patriarche de Cilicie des Arméniens, précédemment évêque titulaire de Comana Armeniae (de) (° 18 septembre 1895)

### Juin
- 1er juin : Pierre-Jean Nédélec, prêtre et auteur français (° 28 mars 1911))
- 2 juin : Antoine Mostaert, prêtre, orientaliste, mongoliste, philologue et missionnaire belge en Chine (° 10 août 1881)
- 12 juin : Étienne Delaruelle, prêtre et historien médiéviste français (° 12 juillet 1904)
- 14 juin : Théophile Mbemba, prélat congolais, archevêque de Brazzaville (° 6 mai 1917)
- 29 juin : Émile-Charles-Raymond Pirolley, prélat français, évêque de Nancy (° 10 décembre 1898)

### Juillet
- 13 juillet : Jacques Leclercq, prêtre, théologien et enseignant belge (° 3 juin 1891)
- 19 juillet : Honoré Van Waeyenbergh, prélat belge, évêque auxiliaire de Malines-Bruxelles et évêque titulaire de Gilba (de) (° 25 novembre 1891)
- 25 juillet : Edgar Anton Häring, prélat et missionnaire allemand, évêque de Shuozhou, précédemment évêque titulaire d'Anthédon (de) (° 11 mai 1894)

### Août
- 10 août : Federico Callori di Vignale, cardinal italien, secrétaire particulier de Jean XXIII (° 15 décembre 1890)
- 18 août : François Vandenbroucke, prêtre bénédictin et théologien belge (° 20 mai 1912)
- 31 août : William Mark Duke, prélat brésilien, archevêque de Vancouver (° 7 octobre 1879)

### Septembre
- 10 septembre : Édouard Froidure, prêtre, résistant et fondateur belge d’œuvres sociales (° 12 avril 1899)
- 22 septembre : Alphonse Tricot, prêtre, enseignant, exégète, traducteur et collaborateur français de Vichy (° 17 décembre 1884)
- 29 septembre : Miguel Ángel Builes, prélat et vénérable colombien, évêque de Santa Rosa de Osos (° 9 septembre 1888)

### Novembre
- 3 novembre : Bienheureux Manuel Lozano Garrido, écrivain, journaliste et membre espagnol de l'Action catholique (° 9 août 1920)
- 14 novembre : Gottlieb Söhngen, prêtre et théologien allemand (° 21 mai 1892)
- 18 novembre : Maurice Laverseyn, prélat français de la Curie (° 17 février 1878)
- 26 novembre : Bienheureux Giacomo Alberione, prêtre italien, fondateur de la Famille paulinienne, "apôtre des mass médias" (° 4 avril 1884)

### Décembre
- 7 décembre : Fernando Quiroga y Palacios, cardinal espagnol, archevêque de Saint-Jacques-de-Compostelle (° 21 janvier 1900)

### Date précise inconnue
- Louis Schram, prêtre, orientaliste, mongoliste et missionnaire belge en Chine (° 20 février 1883)